# Pterocephalus porphyranthus
Pterocephalus porphyranthus är en tvåhjärtbladig växtart som beskrevs av Eric R.Svensson Sventenius. Pterocephalus porphyranthus ingår i släktet Pterocephalus och familjen Dipsacaceae. Inga underarter finns listade i Catalogue of Life.

## Bildgalleri

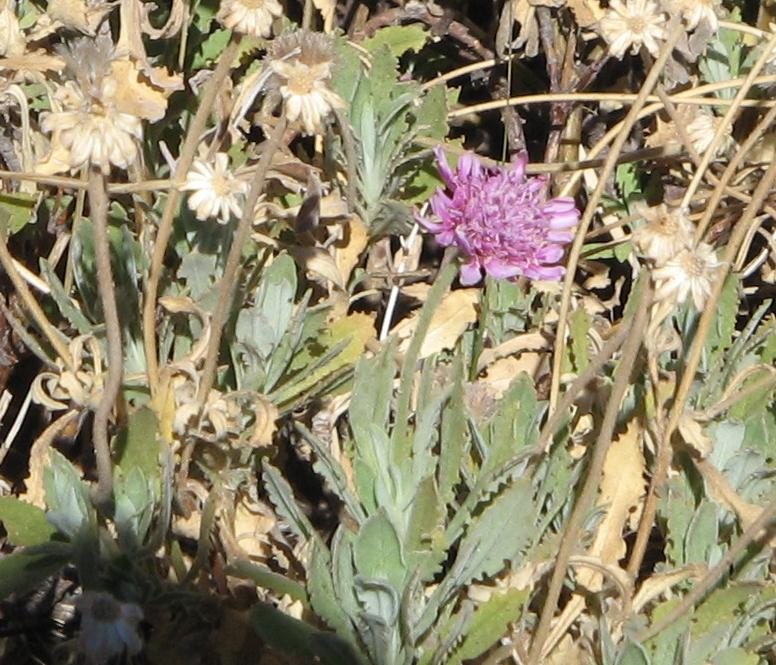
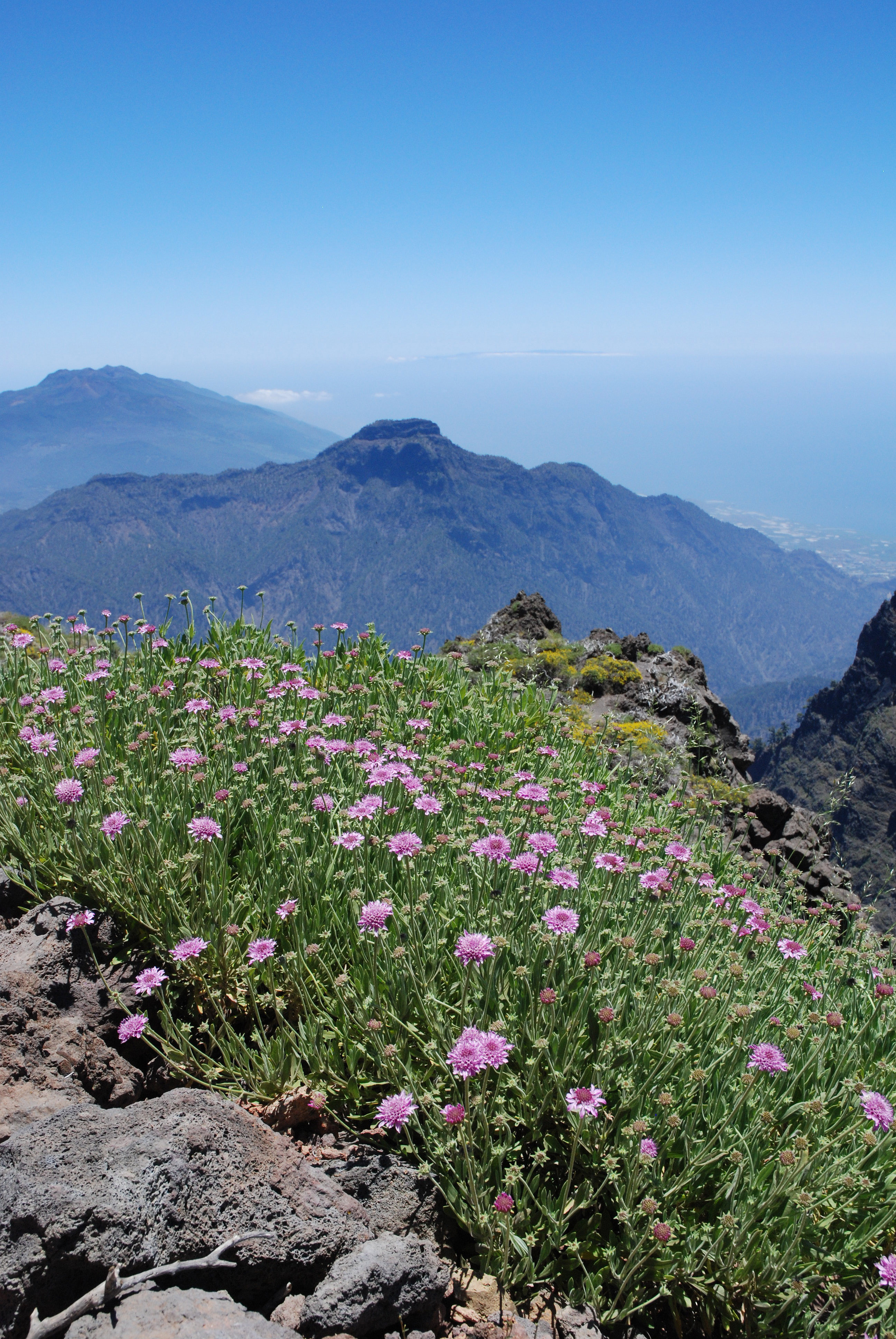
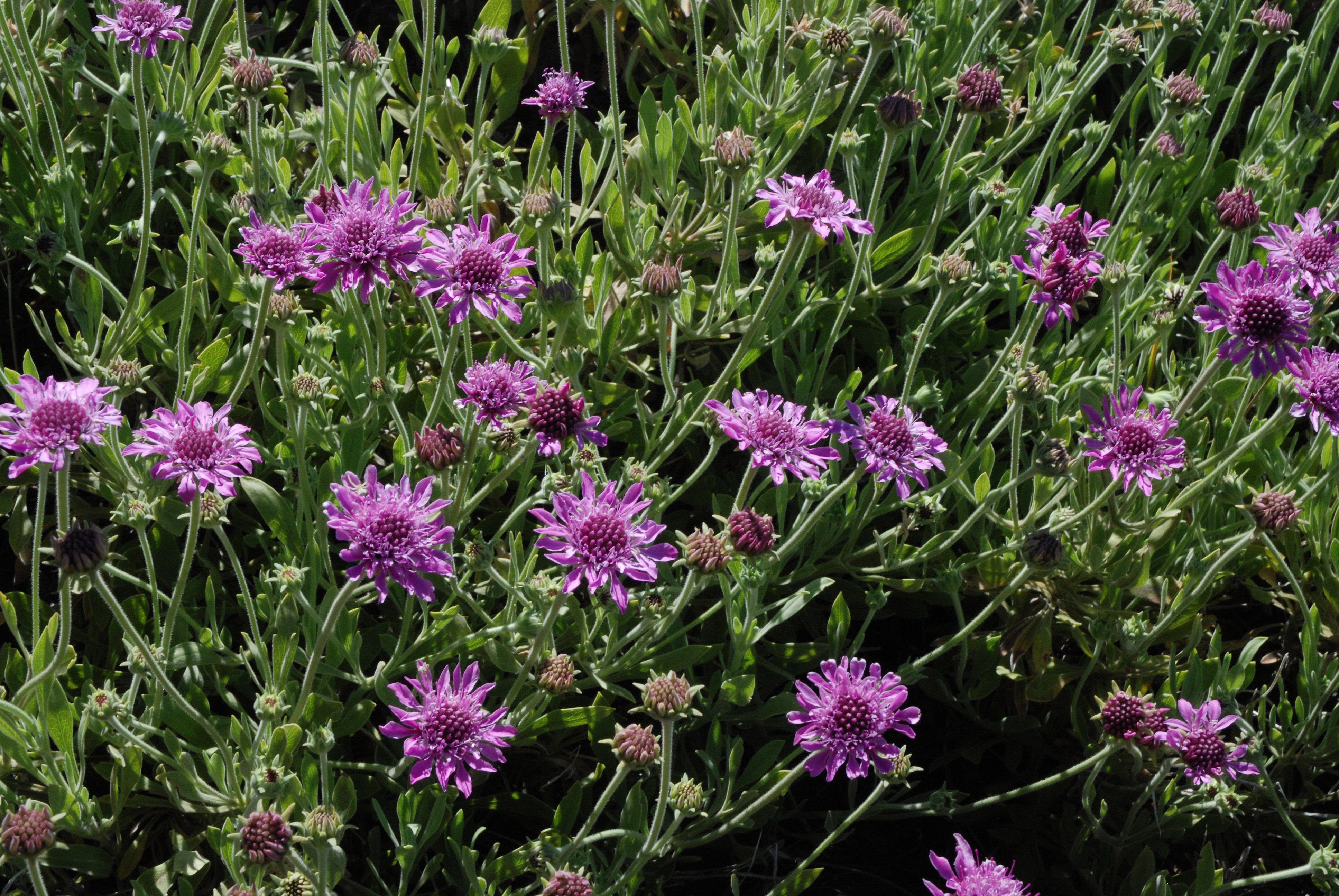